# George Steinmetz
George Steinmetz (Beverly Hills, 1957) é um fotógrafo americano.
Steinmetz é graduado em Geofísica pela Universidade de Stanford e começou sua carreira como fotógrafo na África. Atualmente, as suas fotografias ilustram, por exemplo, as revistas National Geographic, GEO e Condé Nast Traveler.Em seu 25 anos de carreira, ele recebeu várias premiações, entre as quais estão dois prêmios da World Press Photo.